# Alfa Laval Aalborg
Alfa Laval Aalborg A/S (Indtil 2011 Aalborg Industries A/S) er en del af den internationale koncern Alfa Laval. Alfa Laval Aalborg har selskaber i 14 lande og hovedsæde i Aalborg, Danmark. 
Virksomheden beskæftiger sig med udvikling, salg, produktion og servicering af kedler, brændere, varmevekslere og inertgasanlæg til skibe og industrier. Virksomheden var i 2008 verdens største producent af skibskedler. Aktieselskabet er stiftet i 1984, men historien bag går tilbage til 1919, hvor de første skibskedler blev produceret på Aalborg Havn. Dengang var virksomheden en del af Aalborg Værft. Siden 28. august 2005 har Aalborg Industries været ejet af Altor 2003 Fund en nordisk investeringsfond, mens Lønmodtagernes Dyrtidsfond og nogle pensionskasser ejer mindre procentdele. I slutningen af 2010 blev Aalborg Industries opkøbt af svenske Alfa Laval.
Ved udgangen af 2008 havde Aalborg Industries 2.906 medarbejdere på verdensplan heraf var 639 ansat ved hovedsædet i Aalborg. Aalborg Industries  har udviklingscentre i  Aalborg, Nijmegen, Rotterdam, Kobe, Rauma, Singapore, Sydney og Petrópolis.  De største fabrikker ligger i Kina, Danmark, Brasilien og Vietnam.